# تأمین مالی برون ترازنامه‌ای
تأمین مالی برون ترازنامه‌ای، (به انگلیسی: Off Balance Sheet Financing) حسابداری بعضی از قراردادهای اجاره، نظیر اجاره‌های عملیاتی، به گونه‌ای است، که دارایی اجاره‌ای و تعهدات مربوط در ترازنامه مستأجر، منعکس نمی‌شود؛ بنابراین بعضی از مستأجرین تمایل دارند، قراردادهای اجاره را به گونه‌ای تنظیم کنند، که ضمن تأمین منابع مالی مورد نیاز برای تحصیل دارایی‌ها، بدهی مربوط را در متن ترازنامه منعکس ننماید.